# Jacob Jordaens

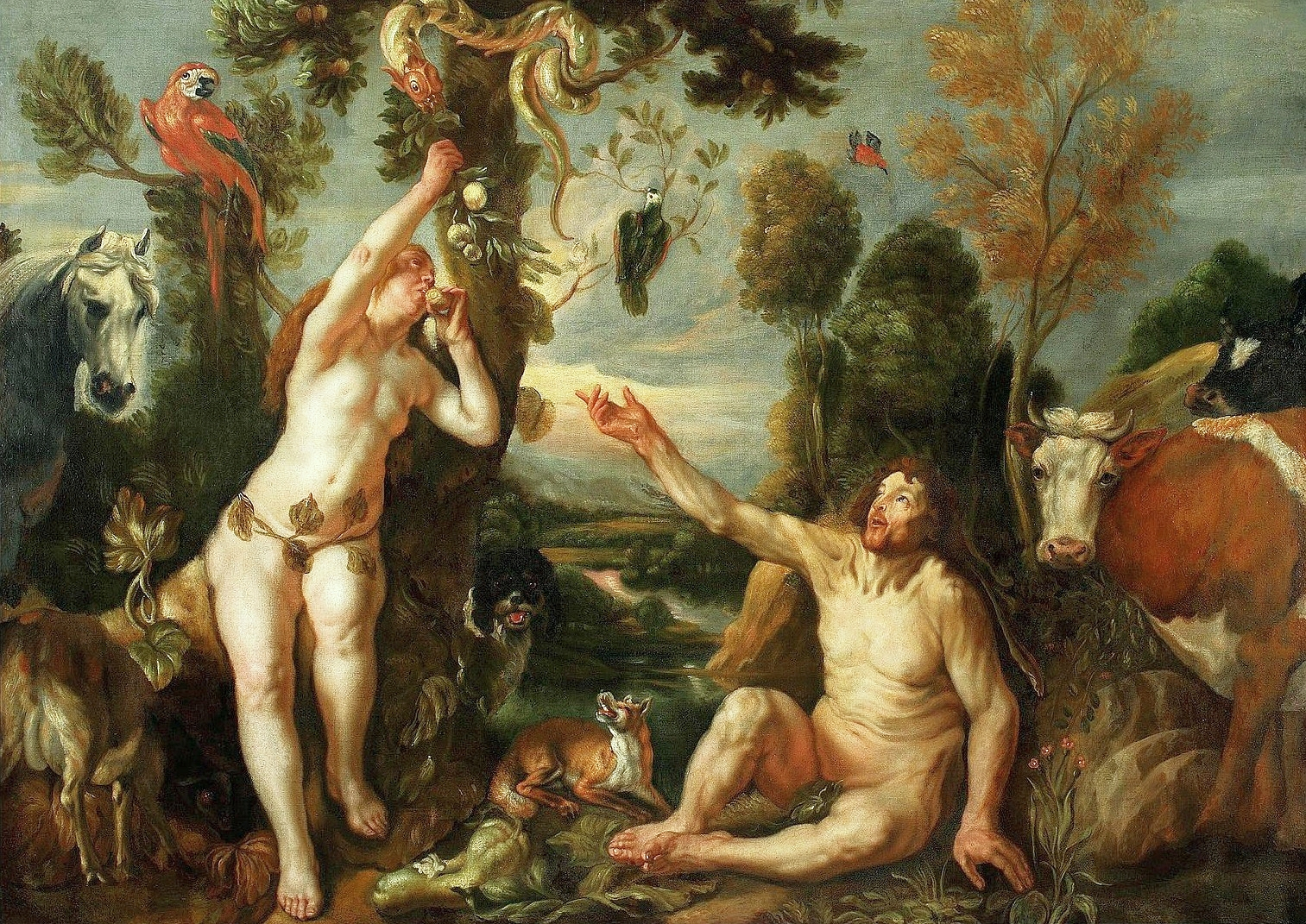
Adam i Ewa 1 poł. XVII w., Muzeum Narodowe w Warszawie

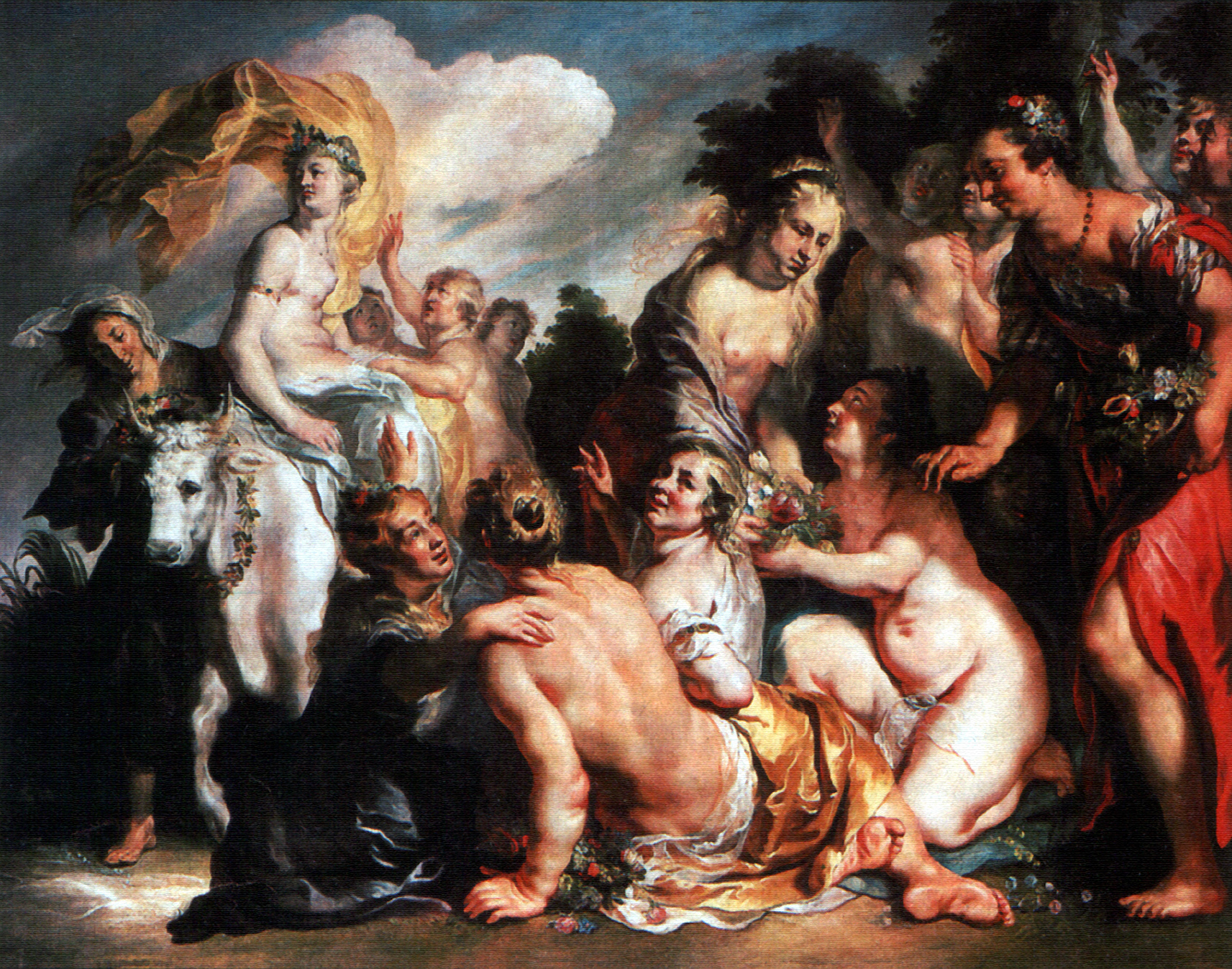
Porwanie Europy (1615-16), Gemäldegalerie, Berlin

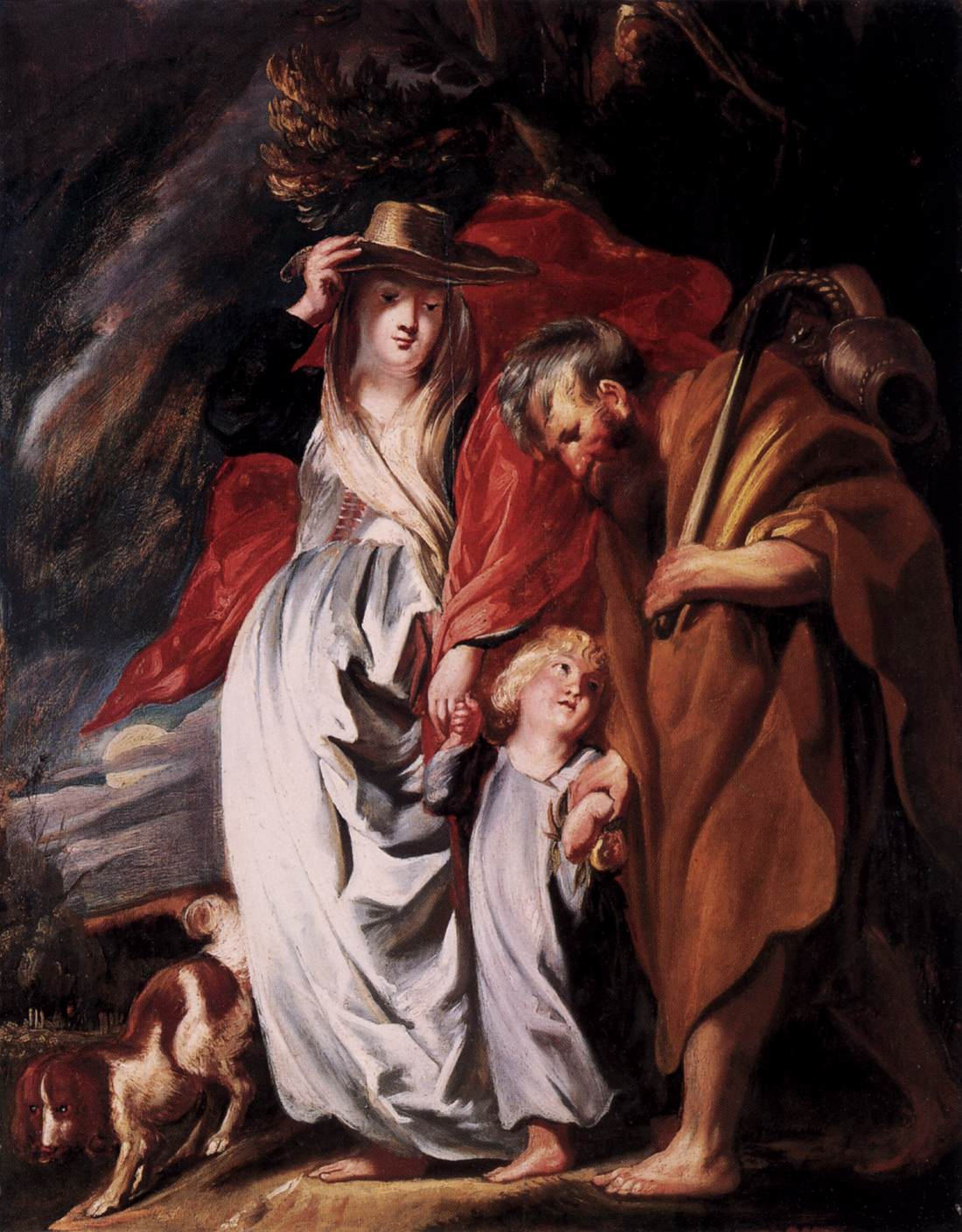
Powrót Świętej Rodziny z Egiptu (1616), Gemäldegalerie, Berlin

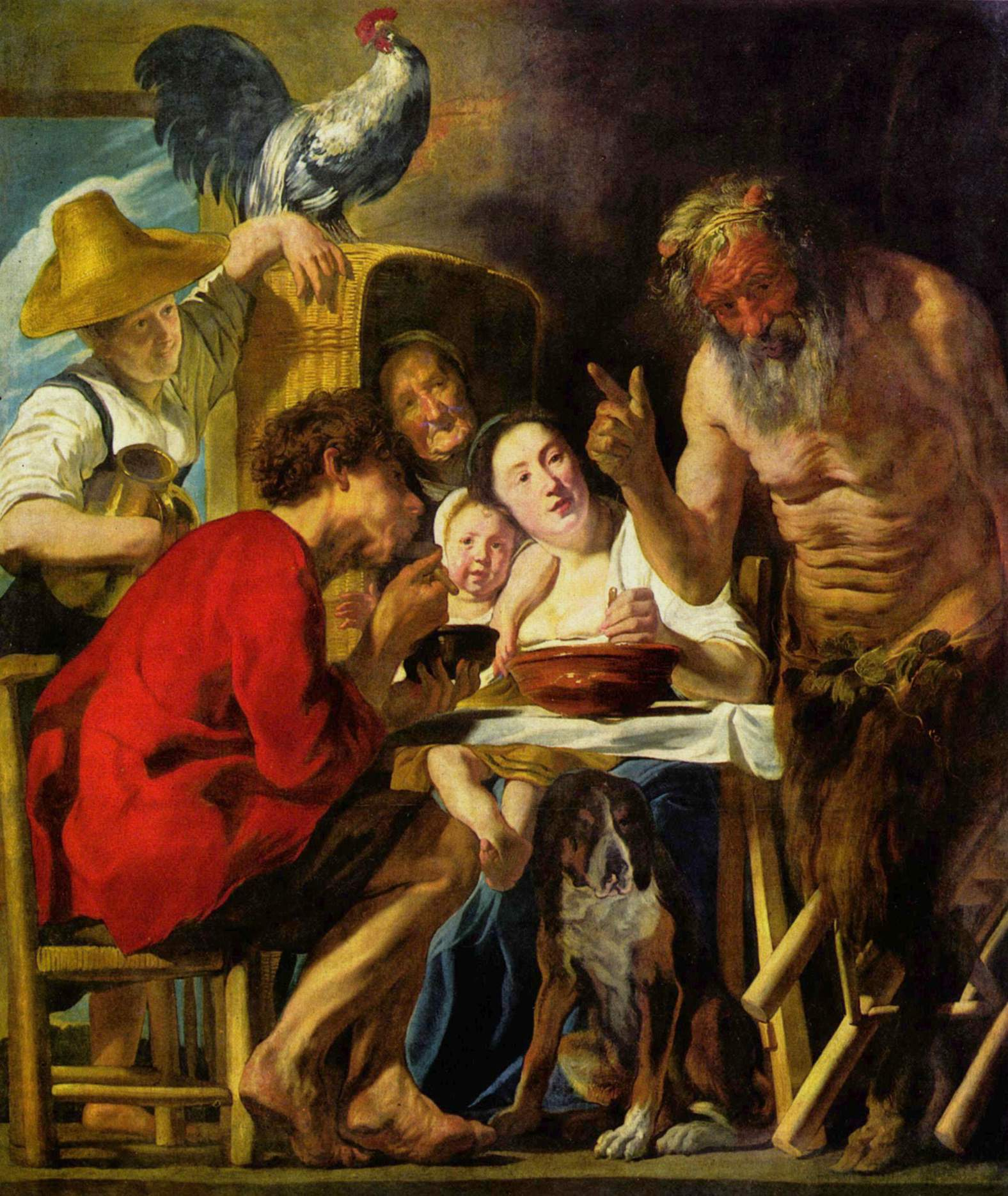
Satyr u chłopów (1620), Musées royaux des Beaux-Arts de Belgique, Bruksela

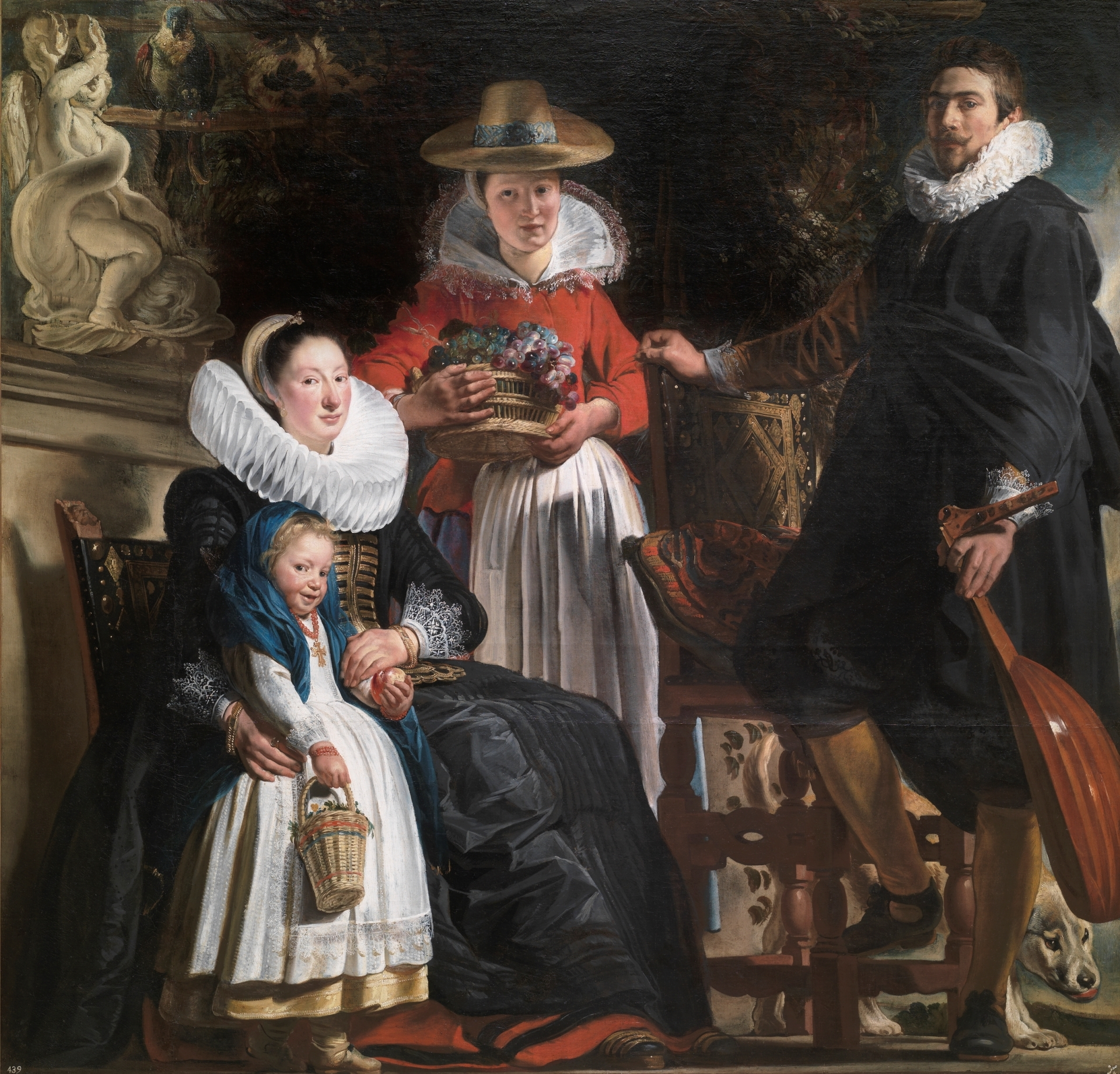
Rodzina artysty (ok. 1621), Prado, Madryt

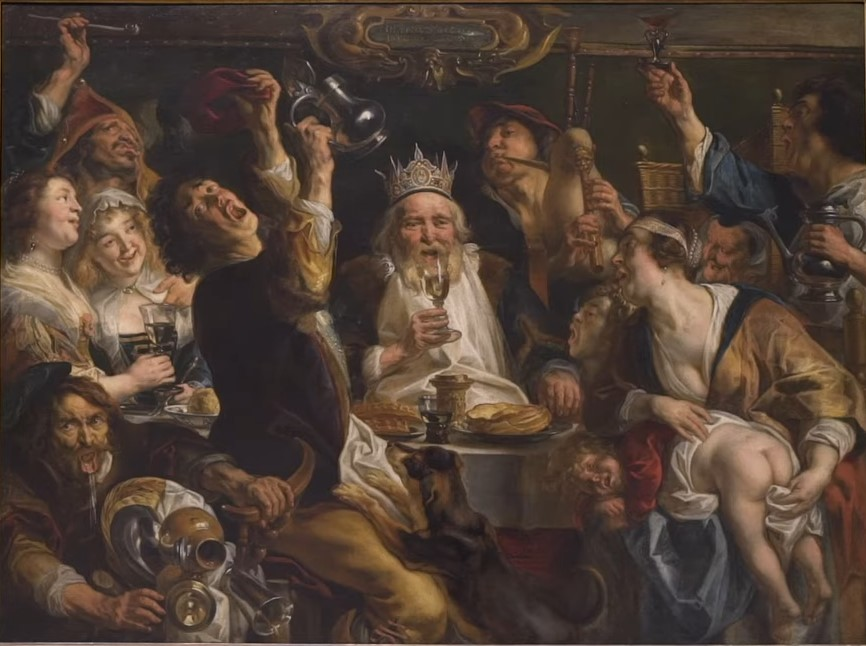
Król pije (1638)

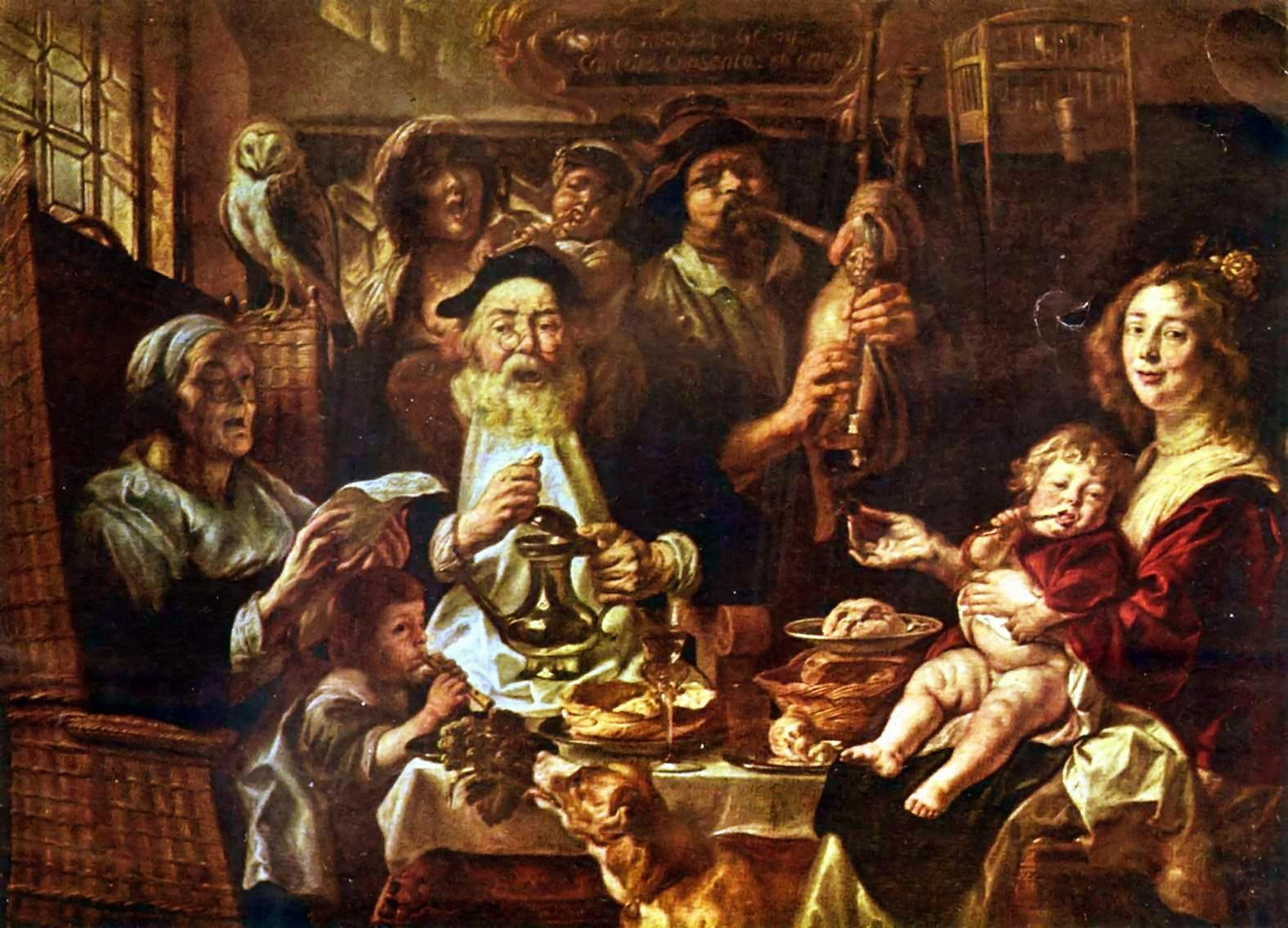
Jak starzy śpiewają, tak młodzi zagrają (1638-40), Luwr, Paryż

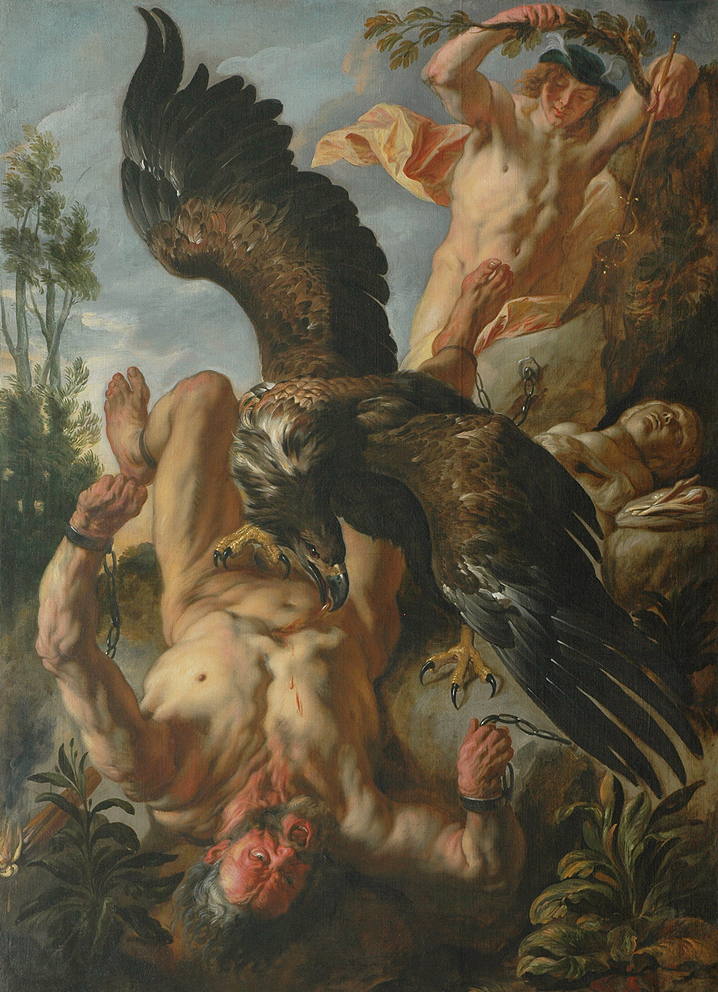
Prometeusz w okowach (1640), Wallraf-Richartz-Museum, Kolonia

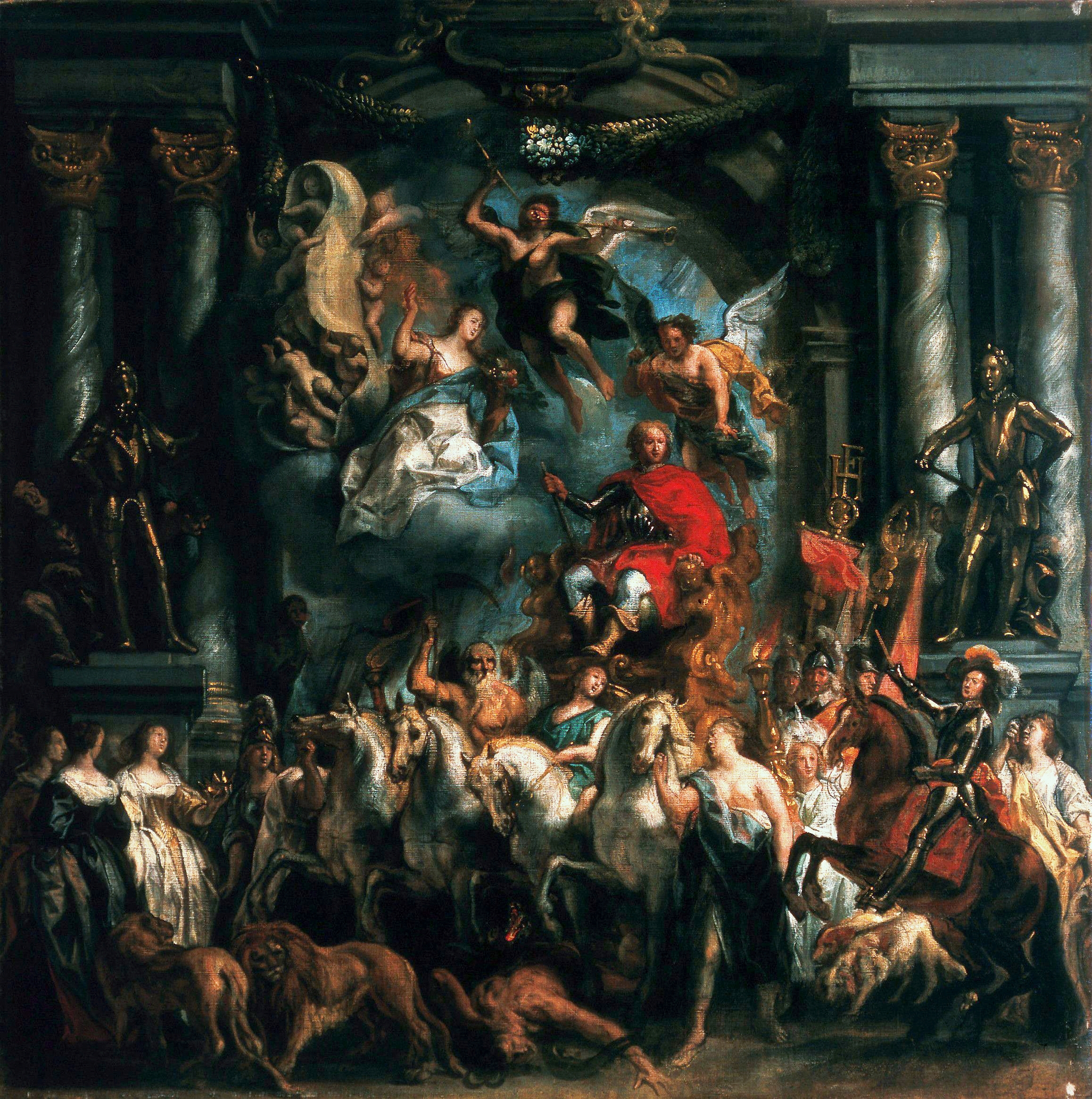
Triumf księcia Frederyka Henryka Orańskiego (1651), Muzeum Narodowe w Warszawie

Jacob Jordaens (ur. 19 maja 1593 w Antwerpii, zm. 18 października 1678 tamże) – flamandzki malarz, projektant tapiserii i rysownik, najwybitniejszy, obok Petera Paula Rubensa i Antoona van Dycka, przedstawiciel flamandzkiego malarstwa barokowego.

## Życiorys
Był najstarszym synem kupca bławatnego Jacoba Jordaensa. Przez całe życie związany był ze swym rodzinnym miastem.
Jesienią 1607 wstąpił do pracowni antwerpskiego mistrza Adama van Noorta, który później został jego teściem. W 1615 został przyjęty do cechu św. Łukasza. W 1616 poślubił Catharinę, najstarszą córkę Adama van Noorta, z którą miał troje dzieci: Elisabeth, Jacoba i Annę Catharinę. W 1618 przeprowadził się do własnego domu. Wkrótce otworzył własną pracownię, w której zatrudniał dużą grupę współpracowników. W 1621 został mianowany starszym cechu św. Łukasza. W 1633 zmarła matka Jacoba, w 1659 – żona Catharina. Około 1655 zmienił wyznanie, przeszedł na kalwinizm. Zmarł w wieku 85 lat podczas szalejącej w Antwerpii epidemii. Należał do najbogatszych obywateli miasta, posiadał kilka domów. Realizował liczne zamówienia z całej Europy m.in. królowej Szwecji Krystyny, króla Hiszpanii Filipa IV, królowej angielskiej Henrietty Marii, króla szwedzkiego Karola Gustawa.
Tworzył portrety, sceny rodzajowe, mitologiczne, alegoryczne i religijne. Wykonywał także dekoracje malarskie wnętrz (pałac Huis ten Bosch koło Hagi) oraz kartony do tapiserii.
W swojej twórczości przejawiał skłonność do realistycznego traktowania postaci, podkreślaną jędrnym, wyrazistym modelunkiem i jaskrawą kolorystyką oraz zamiłowanie do wypełnienia całej powierzchni obrazu dużymi i licznymi figurami. W późniejszych jego dziełach kompozycja stała się mniej stłoczona, a koloryt bardziej zharmonizowany.
Początkowo stosował w swoich pracach efekty luministyczne Caravaggia, w późniejszym okresie pozostawał pod silnym wpływem Petera Paula Rubensa, z którym współpracował.
Z upodobaniem malował liczne wersje trzech tematów: Satyr i wieśniak (epizod z bajki Ezopa), Koncert rodzinny (ilustracja flamandzkiego przysłowia „Jak starzy śpiewają, tak młodzi zagrają” – odpowiednik polskiego „Jaki ojciec, taki syn”) oraz Król pije lub Fasolowy król (temat z tradycji ludowej, przedstawiający święto króla fasoli, które we Flandrii obchodzono w dzień Trzech Króli, ilustrujący tezę: „Nikt nie jest bardziej podobny wariatowi niż pijany”).
Twórczość Jordaensa związana była silnie z tradycją rodzimą. Sceny religijne i mityczne często przedstawiał jako wydarzenia współczesne, których bohaterem był lud flamandzki. Jego indywidualność najlepiej ukazują obrazy będące pochwałą flamandzkiej żywiołowej radości życia.

## Wybrane dzieła
- Adam i Ewa – 1 poł. XVII w., olej na płótnie, 112,5 × 154 cm, Muzeum Narodowe w Warszawie
- Apostoł Paweł i Barnaba w Listrze – 1616, olej na płótnie, 151 × 233 cm, Ermitaż, Sankt Petersburg
- Artysta i jego rodzina w ogrodzie – ok. 1621, olej na płótnie, 181 × 187 cm, Prado, Madryt
- Alegoria płodności – 1625-1628, olej na płótnie, 197 × 225,4 cm, Wallace Collection, Londyn
- Alegoria płodności ziemi – ok. 1623, olej na płótnie, 180 × 214 cm, Musées Royaux des Beaux-Arts, Bruksela
- Apostoł Paweł i Barnaba w Listrze – 1645, olej na płótnie, 172 × 242 cm, Akademie der Bildenden Kuenste, Wiedeń
- Autoportret z rodzicami, bratem i siostrą – 1615, olej na płótnie, Ermitaż, Sankt Petersburg
- Chrystus jako ogrodnik spotyka trzy Marie – (ok. 1616), olej na desce, 107 × 90,5 cm, Gemäldegalerie, Berlin
- Córki Cekropsa znajdują Erichtoniosa – 1617, olej na płótnie, 172 × 283 cm, Królewskie Muzeum Sztuk Pięknych, Antwerpia
- Czterej Ewangeliści – 1620-1625, olej na płótnie, 133 × 118 cm, Luwr, Paryż
- Diana i Akteon – ok. 1640, olej na płótnie, 53,5 × 75,5 cm, Galeria Obrazów Starych Mistrzów w Dreźnie
- Diogenes z latarnią – ok. 1642, olej na płótnie, 233 × 349 cm, Galeria Obrazów Starych Mistrzów w Dreźnie
- Głowa starej kobiety – 1620, olej na desce, Musée des Beaux-Arts, Nancy
- Hiob – ok. 1620, olej na desce, 107 × 92 cm, Institute of Arts, Dietroit
- Jak starzy śpiewają, tak młodzi zagrają lub Koncert rodzinny – 1638-1640, olej na płótnie, 153 × 290 cm, Musée des Braux-Arts, Valenciennes
- Jak starzy śpiewają, tak młodzi zagrają lub Koncert rodzinny – 1640-1645, olej na płótnie, 145,5 × 218 cm, National Gallery of Canada, Ottawa
- Jak starzy śpiewają, tak młodzi zagrają lub Koncert rodzinny – olej na płótnie, 168,5 × 205 cm, Galeria Obrazów Starych Mistrzów w Dreźnie
- Jak starzy śpiewają, tak młodzi zagrają lub Koncert rodzinny – 1638, olej na płótnie, 128 × 192 cm, Królewskie Muzeum Sztuk Pięknych, Antwerpia
- Jak starzy śpiewają, tak młodzi zagrają lub Koncert rodzinny – 1638-1640, olej na płótnie, 154 × 208 cm, Luwr, Paryż
- Jezus wypędzający kupców ze świątyni – ok. 1650, olej na płótnie, 288 × 436 cm, Luwr, Paryż
- Król pije lub Fasolowy król – 1638, olej na płótnie, 157 × 211 cm, Ermitaż, Sankt Petersburg
- Król pije lub Fasolowy król – 1638-1640, olej na płótnie, 152 × 204 cm, Luwr, Paryż
- Król pije lub Fasolowy król – ok. 1640, olej na płótnie, 156 × 210 cm, Musées Royaux des Beaux-Arts, Bruksela
- Król pije lub Fasolowy król – 1635-1655, olej na płótnie, 243 × 373 cm, Staatliche Museum, Kassel
- Król pije lub Fasolowy król – ok. 1655, olej na płótnie, 242 × 300 cm, Kunsthistorisches Museum, Wiedeń
- Kupidyn i śpiąca nimfa – olej na płótnie, 167 × 161cm, Muzeum Sztuki Zachodu i Wschodu, Kijów
- Kuszenie Marii Magdaleny – 1618-1620, olej na desce, 125 × 97 cm, Musée des Beaux-Arts, Lille
- Madonna z Dzieciątkiem, małym św. Janem i jego rodzicami – 1616-1617, olej na płótnie, 114 × 153 cm, National Gallery w Londynie
- Madonna z Dzieciątkiem w girlandzie kwiatów – ok. 1618, olej na płótnie, Ermitaż, Sankt Petersburg
- Meleager i Atalanta – 1618, olej na płótnie, 152 × 120 cm, Królewskie Muzeum Sztuk Pięknych, Antwerpia
- Merkury i Argus – ok. 1620, olej na płótnie, 202 × 241 cm, Musée des Beaux-Arts, Lyon
- Odpoczynek Diany – 1640, olej na płótnie, 150 × 200 cm, Luwr, Paryż
- Odyseusz i Kirke – 1630-1635, olej na płótnie, 86 × 105,5 cm, Muzeum Sztuki w Bazylei
- Ofiara dla Ceres – ok. 1619, olej na płótnie, 165 × 112 cm, Prado, Madryt
- Ofiara Izaaka – 1625-1630, olej na płótnie, 242 × 155 cm, Pinacoteca di Brera, Mediolan
- Pan i Syrinks – 1625, olej na płótnie, Królewskie Muzeum Sztuk Pięknych, Antwerpia
- Portret damy – ok. 1660, olej na płótnie, 68 × 50 cm, Uffizi, Florencja
- Portret mężczyzny – 1624, olej na desce, 105,5 × 73,5 cm, National Gallery of Art, Waszyngton
- Portret starego mężczyzny – ok. 1637, olej na płótnie, 154 × 118,5 cm, Ermitaż, Sankt Petersburg
- Portret 73-letniego mężczyzny – 1641, olej na płótnie, Thyssen-Bornemisza Collection, Lugano-Castagnola
- Porwanie Europy – 1615-1516, olej na płótnie, 273 × 235 cm, Gemäldegalerie, Berlin
- Porwanie Europy – 1643, olej na płótnie, 172.1 × 190 cm, Musée des Beaux-Arts, Lille
- Powrót Świętej Rodziny z Egiptu – 1616, olej na dębie, 63 × 50 cm, Gemäldegalerie, Berlin
- Prom do Antwerpii – 1623, olej na płótnie. Statens Museum for Kunst, Kopenhaga
- Prometeusz w okowach – ok. 1640, olej na płótnie, 245 × 178 cm, Wallraf-Richartz-Museum, Kolonia
- Pietà – 1650-1660, olej na płótnie, 221 × 169 cm, Prado, Madryt
- Mały Jowisz karmiony mlekiem Amaltei – 1630-1635, olej na płótnie, 150 × 203 cm, Luwr, Paryż
- Merkury i Argus – ok. 1640, olej na płótnie, 121,3 × 184,8 cm, Norton Simon Museum, Pasadena
- Myśliwy z psami – 1635, olej na płótnie, 79 × 120 cm, Musée des Beaux-Arts, Lille
- Neptun stwarzający konia – 1640-1650, olej na płótnie, 67 × 131 cm, Galleria Palatina, Florencja
- Satyr u chłopów – 1620, olej na płótnie, 123 × 205 cm, Muzeum Sztuk Pięknych im. Puszkina w Moskwie
- Satyr u chłopów – ok. 1620, olej na płótnie, 188 × 168 cm, Musées Royaux des Beaux-Arts, Bruksela
- Satyr u chłopów – ok. 1620, olej na płótnie, 171 × 194 cm, Staatliche Museum, Kassel
- Satyr u chłopów – 1620, olej na płótnie, 125 × 96 cm, Muzeum Książąt Czartoryskich w Krakowie
- Satyr u chłopów – 1620-1621, olej na płótnie, 174 × 203,5 cm, Stara Pinakoteka, Monachium
- Satyr u chłopów – ok. 1625, olej na płótnie, Muzeum Sztuk Pięknych, Budapeszt
- Satyr i wieśniak – 1640-1645, olej na płótnie, 130 × 172 cm, Musées Royaux des Beaux-Arts, Bruksela
- Satyr grający na fujarce – 1620-1621, olej na płótnie, 64,3 × 49,3 cm, Muzeum Narodowe w Warszawie
- Sąd Ostateczny – 1653, olej na płótnie, 391 × 300 cm, Luwr, Paryż
- Studium dziecka – 1626, olej na płótnie, 38,3 × 28,3 cm Muzeum Narodowe – Oddział Sztuki Dawnej, Gdańsk
- Studium pięciu krów – ok. 1625, olej na płótnie, 66 × 82 cm. Musée des Beaux-Arts, Lille
- Syn marnotrawny – ok. 1640, olej na płótnie, 326 × 369 cm, Galeria Obrazów Starych Mistrzów w Dreźnie
- Święta Rodzina w otoczeniu aniołów – 1616-1617, olej na płótnie, 106 × 222 cm, Muzeum Narodowe w Warszawie
- Święta Rodzina z aniołem – 1618-1628, olej na płótnie, 90 × 103 cm, Muzeum Thyssen-Bornemisza, Madryt
- Święta Rodzina z małym św. Janem – 1620-1625, olej na płótnie, 123 × 93,9 cm, National Gallery w Londynie
- Św. Iwon, patron adwokatów – 1645, olej na płótnie, 103 × 129,5 cm, Musées Royaux des Braux-Arts, Bruksela
- Święty Iwo, patron prawników – olej na płótnie, Muzeum Narodowe we Wrocławiu[2]
- Triumf księcia Fryderyka Henryka Orańskiego – 1651, olej na płótnie, 110 × 117,5 cm, Muzeum Narodowe w Warszawie
- Triumf Eucharystii – ok. 1630, olej na płótnie, 285 × 235,1 cm, Narodowa Galeria Irlandii, Dublin
- Wieczerza w Emaus – 1645-65, olej na płótnie, 198,5 × 211,5 cm, Narodowa Galeria Irlandii, Dublin
- Uczta Kleopatry – 1653, olej na płótnie, 156,4 × 149,3 cm, Ermitaż, Sankt Petersburg
- Ulisses w jaskini Polifema – 1630, olej na płótnie, 76 × 96 cm, Muzeum Sztuk Pięknych im. Puszkina w Moskwie